# 멧 갈라

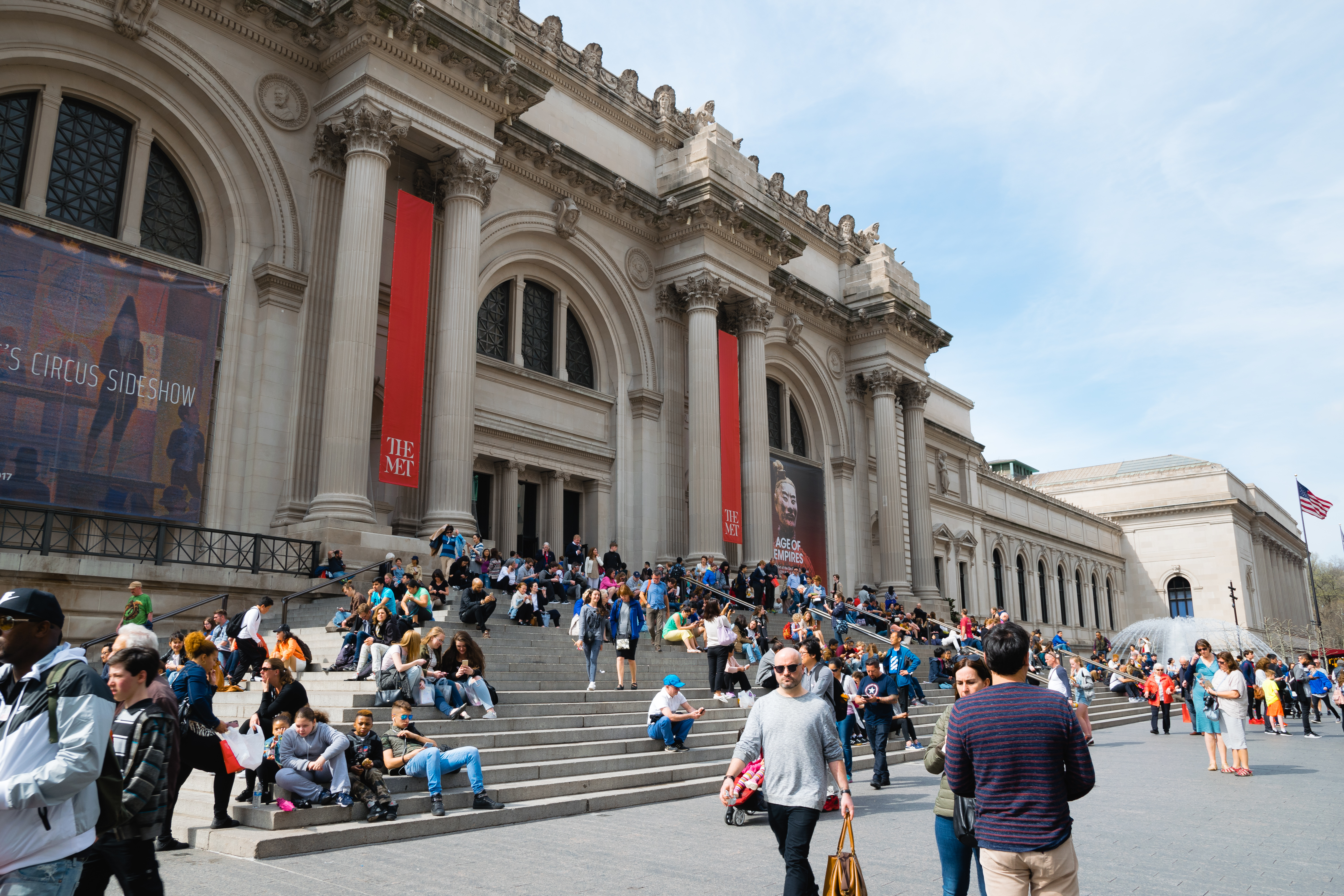
맷 갈라

멧 갈라(Met Gala)는 공식적으로 코스튬 인스티튜트 베네핏(Costume Institute Benefit)이라고 불리며, 맨해튼에 위치한 메트로폴리탄 미술관의 코스튬 인스티튜트를 위한 연례 오트쿠튀르 자선 행사이다. 멧 갈라는 세계에서 가장 명망 있고 화려한 패션 행사로 널리 인식되고 있다. 패션 스타들과 모델들은 주제에 맞춰 의상을 통해 자신을 표현할 수 있으며, 이 사교 모임은 "패션계의 가장 큰 밤"으로 알려져 있다. 행사 초대장은 매우 귀중하게 여겨진다. 현대 사회에서 문화적으로 관련성이 있다고 여겨지는 패션, 영화, 텔레비전, 음악, 연극, 비즈니스, 스포츠, 소셜 미디어, 정치 등 다양한 전문 분야의 인사들이 패션 잡지 《보그》가 조직하는 멧 갈라에 초대된다. 세계의 주요 금융 중심지이자 패션의 수도인 뉴욕시에서 열리는 연례 갈라의 입장료는 2023년 50,000 달러에서 2024년에는 75,000 달러로 인상되었다.
갈라는 매년 5월 첫 번째 월요일에 개최되며, 이는 맨해튼 어퍼이스트사이드에서 열리는 코스튬 인스티튜트의 연례 패션 전시회의 개막을 알린다. 참석자들 중 다수가 《보그》의 표지와 페이지에 등장한다. 매년의 행사는 그해 코스튬 인스티튜트 전시회의 특정 주제를 기념하며, 이는 그날 밤의 예복의 기조를 설정한다.
참석자들은 일반적으로 오트쿠튀르로, 연례 전시회의 주제에 맞춰 패션을 구성할 것으로 기대된다. 《보그》의 편집장인 패션 임원 애나 윈터는 1996년 멧 갈라를 제외하고 1995년부터 멧 갈라의 의장 또는 공동 의장을 맡아왔다. 1996년 멧 갈라는 윈투어의 후임자인 영국 《보그》의 리즈 틸베리스가 그의 친구 웨일스 공비 다이애나와 함께 참석하여 의장을 맡았다. 시간이 지남에 따라 멧 갈라는 뉴욕 패션의 중심지를 넘어 그 관점과 범위가 점점 더 국제화되고 다양해졌다.